# Klaus Zeitler
Klaus Zeitler (* 27. September 1929 in Würzburg; † 23. Dezember 2020 ebenda) war ein deutscher Jurist, Politiker (SPD, REP, Würzburger Liste) und von 1968 bis 1990 Oberbürgermeister von Würzburg.

## Leben
Klaus Zeitler wurde als Sohn des Juristen Max Zeitler (NSDAP, Oberbürgermeister der Stadt Erfurt) und dessen Ehefrau Paula Zeitler, geborene Friedrich, geboren und wuchs in Erfurt, Würzburg und Potsdam, wo er ein Gymnasium besuchte, auf. Er studierte Rechts- und Staatswissenschaft und Volkswirtschaftslehre an der Julius-Maximilians-Universität Würzburg, zudem an der Universität zu Köln und der Universität Dijon. Nach den Staatsexamina wurde er in Würzburg zum Dr. jur. promoviert. Sein Assessorexamen absolvierte er in München. Er war dann in verschiedenen Stellungen als Rechtsanwalt tätig, so in der Stadtverwaltung Bielefeld (Rechtsrat), München (ab 1961 als Rechtsrat, ab 1964 Oberrechtsrat).
Er war evangelisch, verheiratet ab 1957 mit Ingeborg Zeitler und hatte die drei Kinder Michael († 1982), Anne-Christin und Wolf-Dieter.

## Parteien
Ab 1950 war Zeitler SPD-Mitglied. Anfang der 1990er Jahre verließ er die SPD und trat am 7. Mai 1992 den Republikanern bei. Dies begründete er damit, dass es „die SPD Kurt Schumachers […], die die nationalen und sozialen Interessen der Deutschen vertreten hat […] so nicht mehr [gibt]“ und dass „das wiedervereinigte Deutschland […] eine Partei [verlangt], die sich dieser Aufgabe der nationalen und sozialen Interessenvertretung in einem Europa der Nationen und Regionen bewußt ist und auch danach handelt.“
Laut Zeitler aufgrund des autoritären Führungsstils des damaligen REP-Bundesvorsitzenden Franz Schönhuber verließ er die Partei bald wieder. Um 1996, nachdem Rolf Schlierer die Parteiführung übernommen hatte, trat er allerdings wieder ein und wurde Mitglied im Bundesvorstand der Partei.
Im Jahr 2003 verließ er die Republikaner erneut und wurde Mitglied der Wählervereinigung „Würzburger Liste“.

## Politische Ämter
Von 1956 bis 1958 war Zeitler Mitglied im Würzburger Stadtrat. Von 1968 bis 1990 war er als Nachfolger von Helmuth Zimmerer Oberbürgermeister von Würzburg. Von 1981 bis 1990 war er außerdem Mitglied im Bayerischen Senat, und von 1975 bis 1990 war er Vorsitzender des DPWV-Landesverbands Bayern. 1990 stellte er sich nicht zur Wiederwahl und der bis dahin als Zweiter Bürgermeister fungierende Jürgen Weber wurde Nachfolger.
Bei der Kommunalwahl 1996 zog er als Kandidat der Republikaner wieder in den Würzburger Stadtrat ein. 2002 wurde er, erneut für die Republikaner, wiedergewählt. Seit seinem Parteiwechsel 2003 war er im Stadtrat Mitglied der Fraktion der Würzburger Liste, für die er 2008 wiedergewählt wurde. Mit Ablauf der sechsjährigen Mandatszeit schied er am 30. April 2014 aus dem Stadtrat aus.

## Veröffentlichungen (Auswahl)
- Die Behandlung junger Rechtsbrecher in Frankreich. 1953.
- Jahrgang 1929: eine Jugend in Deutschland. Straube, München 1989, ISBN 978-3-927491-14-4.

## Ehrungen
- 1978: Verdienstkreuz am Bande der Bundesrepublik Deutschland[1]
- 1984: Ehrenbürger der Julius-Maximilians-Universität Würzburg[2]
- 1986: Verdienstkreuz 1. Klasse der Bundesrepublik Deutschland